# Nová Ves u Nového Města na Moravě
Nová Ves u Nového Města na Moravě (deutsch Neudorf) ist eine Gemeinde in Tschechien. Sie liegt zweieinhalb Kilometer südlich von Nové Město na Moravě und gehört zum Okres Žďár nad Sázavou.

## Geographie
Nová Ves u Nového Města na Moravě befindet sich zwischen den Tälern der Bobrůvka und Zátoka auf einer Kuppe in der Böhmisch-Mährischen Höhe. Das Dorf gehört zum Landschaftsschutzgebiet CHKO Žďárské vrchy.
Nachbarorte sind Jelínkův Mlýn, Nové Město na Moravě und Horní Dvůr im Norden, Cinzndorf im Nordosten, Olešná im Osten, Křídla und Dlouhé im Südosten, Radešínská Svratka im Süden, Řečice und Talský Mlýn im Südwesten, Hlinné und Jámy im Westen sowie Petrovice im Nordwesten.

## Geschichte

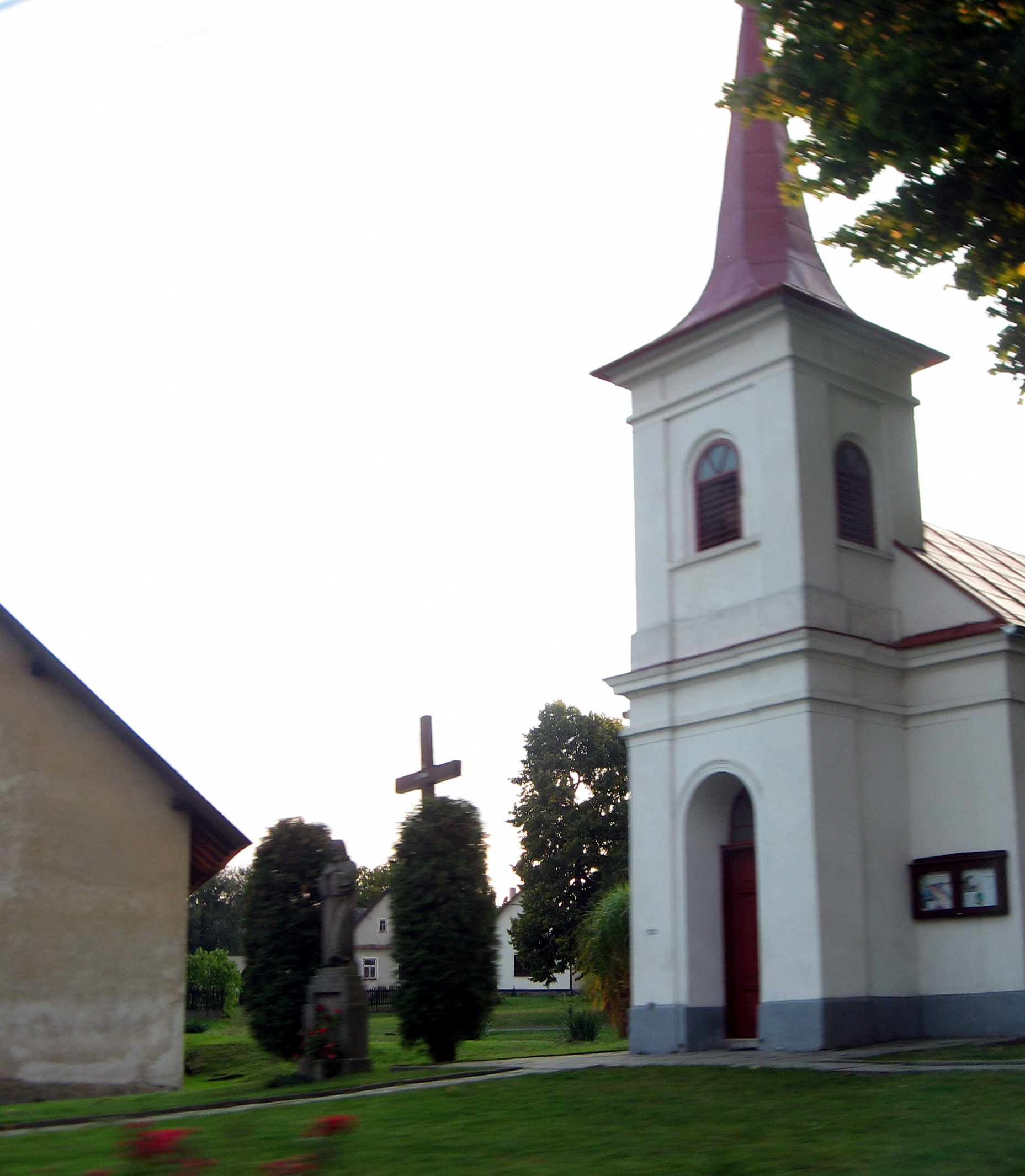
Kapelle der hl. Anna

Das Dorf wurde wahrscheinlich im 13. Jahrhundert zu Zeiten des Znaimer Burggrafen Boček von Jaroslavice und Zbraslav gegründet. Als dieser 1252, vermutlich auf Wunsch seines verstorbenen Schwiegervaters Přibyslav von Křižanov das Zisterzienserkloster Saar stiftete, kam der Ort zu den klösterlichen Gütern. Erstmals urkundlich erwähnt wurde Noua Villa im Jahre 1397 im Zuge eines Streits um den Kirchenzehnt zwischen dem Neustadtler Pfarrer Damian und dem Kloster. 1407 bestanden in Nowa Wes 26 Anwesen, die größtenteils dem Grundherrn von Neustadtl, Čeňek von Lipá, gehörten. Am 24. April 1417 erfolgte auf der Burg Tempelstein ein Rezess zwischen Čeňek von Lipá und dem Kloster Saar, in dem Čeňek von Lipá ein lebenslanges Besitzrecht über Nowa Wes und dem Kloster die Zehnrechte zugesichert wurden. Nach Čeňeks Tode fiel Nowa Wes 1449 dem Kloster anheim. 1476 verkaufte der Abt Linhart die Gerichtsbarkeit erblich an die Familie Nartin. Nach der Auflösung des Klosters kaufte im Jahre 1616 Kardinal Franz Xaver von Dietrichstein die Güter. 1638 erneuerte Abt Johann Greifenfels von Pilsenburg das Kloster Saar und kaufte Neudorf zurück. Seit 1667 führt der Ort ein Siegel. 1674 bestand das Dorf aus 23 Anwesen, davon lag eines wüst. Zu Beginn des 18. Jahrhunderts förderte der Abt Václav Vejmluva die Entwicklung des Dorfes. 1784 wurde das Kloster aufgelöst und Neudorf dem Religionsfonds übertragen, von dem Wenzel Wratislaw von Mitrowitz den Ort kaufte. Zu dieser Zeit lebten in den 36 Häusern des Dorfes 278 Menschen. 1840 war der Ort auf 53 Häuser angewachsen und hatte 332 Einwohner.
Nach der Aufhebung der Patrimonialherrschaften bildete Nová Ves u Nového Města na Moravě / Neudorf ab 1850 eine Gemeinde im Bezirk Neustadtl. 1885 begann der Bau eines neuen Schulhauses und 1890 entstand die Straße nach Dlouhé. Nach der Auflösung des Okres Nové Město na Moravě wurde die Gemeinde 1947 dem Okres Žďár nad Sázavou zugeordnet. 1961 kam Křídla als Ortsteil hinzu. 1980 erfolgte die Eingemeindung nach Nové Město na Moravě. Seit Beginn des Jahres 1992 besteht die Gemeinde wieder.

## Ortsgliederung
Für die Gemeinde Nová Ves u Nového Města na Moravě sind keine Ortsteile ausgewiesen.

## Sehenswürdigkeiten
- Kapelle der hl. Anna, erbaut 1897 bis 1900